# Teresa Cabarrus
Teresa Cabarrus (in francese: Thérésa Cabarrus, chiamata anche Thérèse Cabarrus o Thérésia Cabarrus), all'anagrafe Giovanna Maria Ignazia Teresa Cabarrus-Galabert (spagnolo Juana María Ignacia Teresa de Cabarrús y Galabert, in francese Jeanne-Marie-Ignace-Thérése Cabarrus-Galabert), principessa di Chimay (Madrid, 31 luglio 1773 – Chimay, 15 gennaio 1835) è stata una delle protagoniste della vita mondana francese della fine del Settecento: sposò Jean Jacques Devin de Fontenay, ultimo marchese di Fontenay, poi Jean-Lambert Tallien (acquisendo l'appellativo di Madame Tallien), quindi François-Joseph-Philippe de Riquet, principe di Chimay, inizialmente conte di Caraman.
Per il ruolo importante avuto durante la caduta di Robespierre tramite la sua influenza personale su Tallien (all'epoca era detenuta in attesa di giudizio), nonché per le numerose persone da lei salvate dalla ghigliottina anche nei mesi precedenti, fu soprannominata Nostra Signora del Termidoro.

## Biografia
Figlia di François Cabarrus, fondatore della Banca di San Carlos, oggi Banco de España, nel 1782, fatto conte nel 1789 da Carlo IV di Spagna nonché in seguito ministro delle finanze di Giuseppe Bonaparte e di Ferdinando VII durante l'età napoleonica, e di Maria Antonietta Galambert, figlia di un industriale francese stabilitosi in Spagna, Teresa venne cresciuta in Spagna, da una nutrice, fino all'età di tre anni, quando venne portata da suo nonno a Carabanchel. A dodici anni Teresa parlava perfettamente tre lingue: lo spagnolo, il francese e l'italiano.

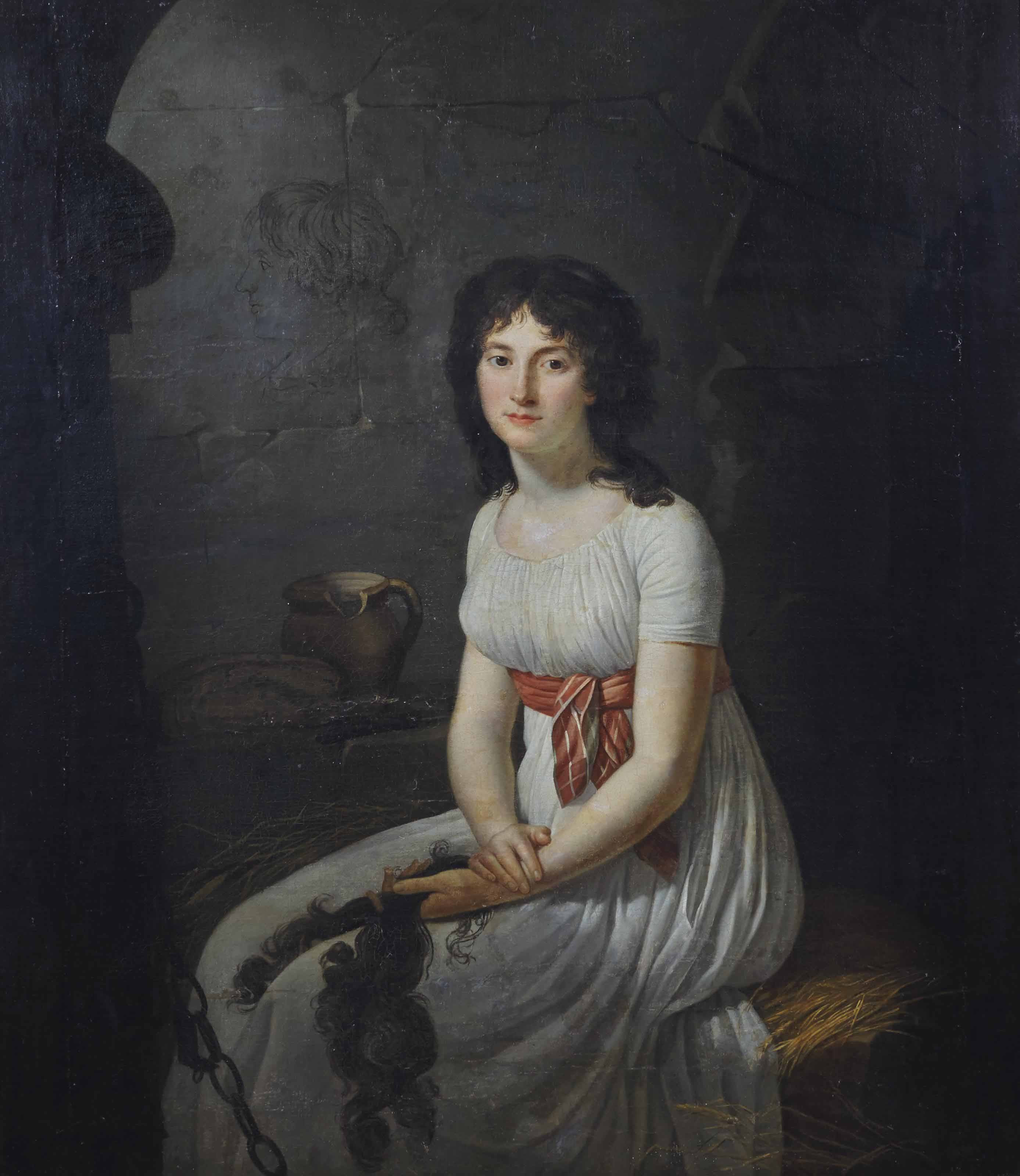
La Cittadina Tallien in una cella nella prigione di La Force, di Jean-Louis Laneuville, 1796

François Cabarrus volendo rinforzare la sua posizione in Francia combinò il matrimonio della figlia con il marchese Jean Jacques Devin de Fontenay, che innamoratissimo la chiede in sposa. La famiglia Fontenay si era sollevata poco a poco; il padre del marito di Teresa era Presidente della corte dei Conti. Devin, possessore di immobili per circa un milione di livres, ed aspirando ad un titolo nobiliare, comperò subito dopo il matrimonio il titolo di Marchese sulla sua proprietà a Fontenay-aux-Roses.
Il matrimonio che venne celebrato il 7 febbraio 1788 si dimostrerà ben presto solo di facciata. La rottura definitiva avvenne quando il marito arrivò a mantenere una ragazza nello stesso palazzo dove viveva la moglie. L'occasione per riappacificare la coppia si ebbe il 2 maggio 1789, quando Theresa darà alla luce il suo primo figlio. Ma la nascita del figlio non impedì alla coppia De Fontanay di giungere, dopo tre anni, al divorzio. Durante la rivoluzione francese, Devin fuggì dalla Francia abbandonando suo figlio a Teresa, la quale, a sua volta, allontanandosi da Bordeaux, dopo il ritorno di Tallien a Parigi, lasciò il bambino nelle mani di un servitore.

### Relazione con Tallien

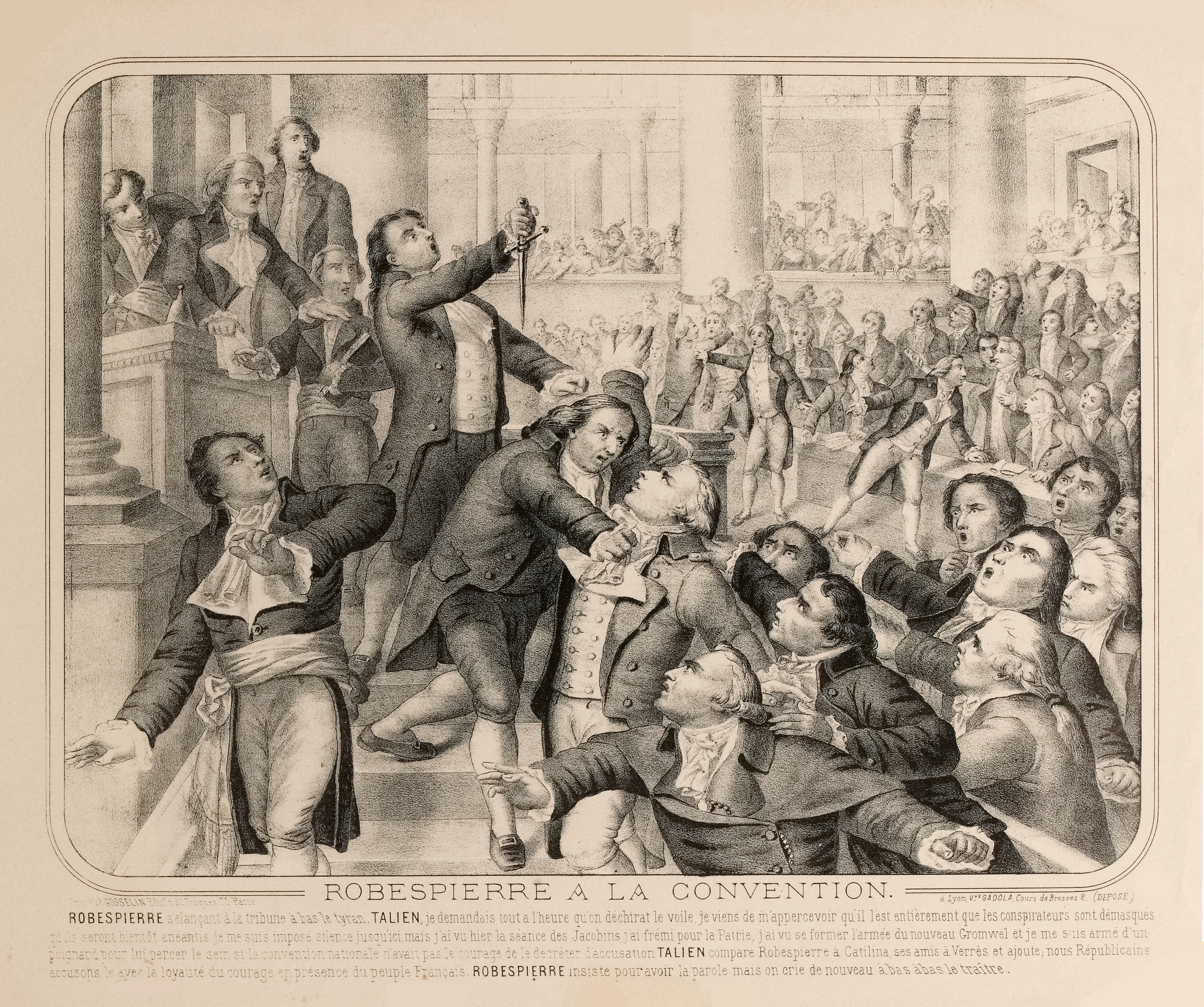
Jean-Lambert Tallien minaccia con un pugnale Maximilien de Robespierre, durante la seduta del 9 Termidoro.

Attiva sostenitrice delle nuove idee, durante il periodo del "Terrore" amica dei Girondini, venne arrestata con loro a Bordeaux per documenti irregolari, ma rilasciata grazie a Jean-Lambert Tallien. Senza troppe illusioni infatti aveva scritto a Tallien, rappresentante in missione, per reclamare la sua libertà o interessarsi alla sua sorte. Tallien sedotto dalla sua bellezza, la fece liberare e andò a dimorare da lei. Lei d'altro canto usò tutta la sua influenza per proteggere tutti quelli che poteva. Sotto l'influenza della sua passione amorosa, il proconsole usava meno severità nell'applicazione dei decreti del comitato di salute pubblica. Tallien inoltre vendeva falsi certificat de civisme, con cui si arricchì. La devozione di Teresa a questa causa e filantropia le valsero il nomignolo "religioso" di Notre-Dame de Bon Secours ("Nostra Signora del Buon Soccorso"). Il 10 dicembre 1793 la relazione fu resa pubblica quando assistette con Tallien a una "Festa della Ragione".

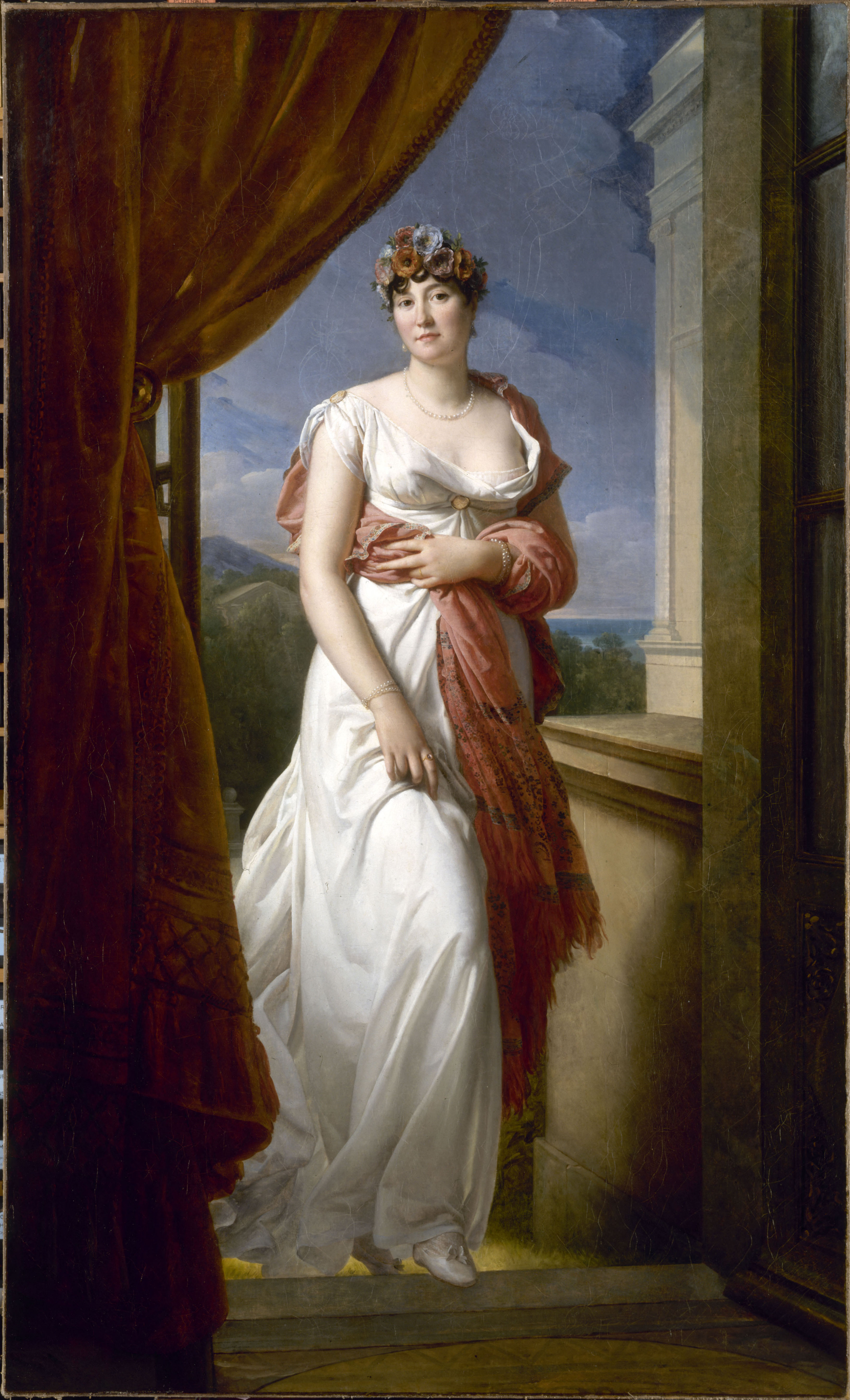
Madame Tallien, dipinta da François Gérard, nel 1804

Il suo rapporto con Tallien rimase comunque contrastato, a causa della contrarietà verso ciò che l'uomo politico aveva compiuto durante il Terrore. A seguito di un ordine del Comitato di salute pubblica firmato da Robespierre, Teresa venne di nuovo arrestata per "attività controrivoluzionaria e condotta alla prigione de La Force, poi alla prigione dei Carmelitani, dove forse incontra la futura imperatrice Giuseppina di Beauharnais. Sul punto di essere giudicata sotto la severissima legge del 22 pratile anno II, vale a dire mandata alla ghigliottina, Teresa inviò a Tallien queste parole: «Muoio per appartenere ad un vile». Questa missiva determinò Tallien ad entrare nella congiura contro Robespierre ed a mostrarsi il 9 termidoro alla Convenzione, dove impedì al capo dei giacobini di prendere la parola. Robespierre fu rovesciato e ghigliottinato con il suo gruppo dirigente il giorno dopo. Liberata con gli altri prigionieri il 5 agosto, Teresa venne soprannominata allora Notre-Dame de Thermidor ("Nostra Signora del Termidoro") dato che la rivoluzione del 9 termidoro salvò la vita a molte persone.
Teresa sposò Tallien il 26 dicembre 1794 influenzandolo nel suo percorso politico durante la Convenzione termidoriana, percorso che abbandonò presto quando, giudicato sorpassato, venne estromesso dai Montagnardi superstiti e dai moderati. Tallien e Teresa ebbero una prima figlia l'anno dopo, Thermidor Tallien (1795-1862) che sposerà il conte Felix de Narbonne-Pelet nel 1815. Teresa non perdonò mai a Tallien i massacri di settembre del 1792, dei quali il marito era uno dei responsabili e dopo la strage a Quiberon, in Vandea (luglio 1795), dove Tallien fece fucilare 4.245 prigionieri realisti fra vandeani ed emigrati, Teresa vide con disgusto l'uomo che le stava a fianco. Dirà ad un'amica: «Troppo sangue nelle mani di quest'uomo, non sono mai stata tanto disgustata da lui». Teresa si separò da lui nel 1795; in seguito ebbe due relazioni, con Barras (da lui aveva avuto un figlio vissuto poco) e Ouvrard; i due divorzieranno l'8 aprile 1802, dopo la nascita del terzo figlio. Vista la contemporanea relazione con Ouvrard e Barras, l'assenza di Tallien tra il 1799 e il 1802, gli ultimi due figli non erano di Tallien, pur portandone il cognome, assieme a quello della madre.

### La salottiera

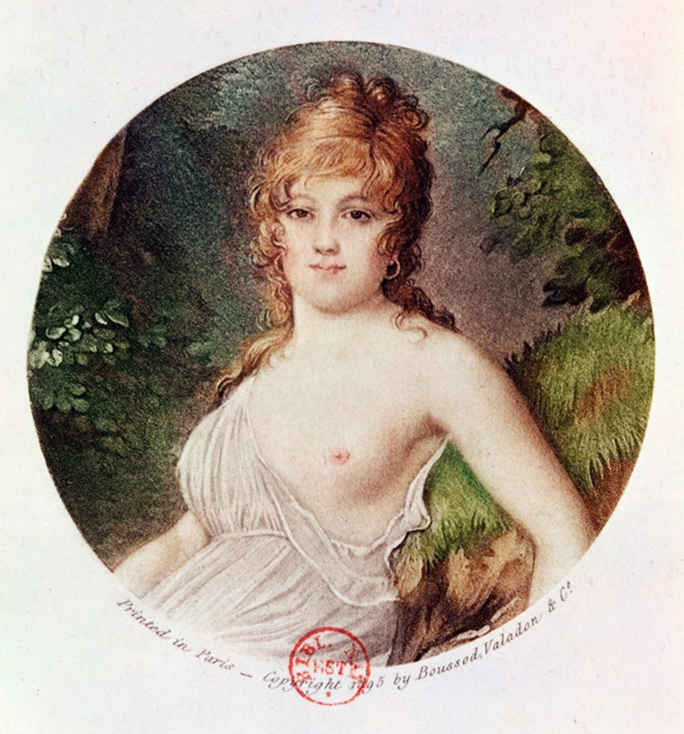
Madame Tallien, «punto di riferimento della moda nella Parigi del Direttorio, una volta si presentò all'opera indossando solo una pelle di tigre». Un'altra volta portava una semplice veste di sottile seta bianca senza nulla sotto, che fece dire a Talleyrand che non era "possibile essere vestiti più sontuosamente di così"

Sotto il Direttorio Teresa fu la padrona incontrastata dei salotti parigini, la più celebre delle cosiddette "Meravigliose" che insieme agli "Incredibili" erano gli esponenti di una nuova moda caratterizzata da un lusso estremo ostentato e da stravaganze esibite nell'abbigliamento e nella condotta di vita, originati da una reazione ai tristi tempi che la società francese aveva attraversato durante il Terrore rivoluzionario. Nel 1794 aveva supportato gruppi antigiacobini e filomonarchici come i Moscardini o Gioventù Dorata, guidati da un incroyable ex rivoluzionario, Stanislas Fréron.
Nel 1797 Teresa Cabarrus divenne amica di Hoche Récamier e di Juliette Récamier, nota salottiera e alcuni anni dopo amante fissa di François-René de Chateaubriand. Teresa, Giuseppina di Beauharnais e Juliette Récamier erano soprannominate anche "le tre Grazie del Direttorio".
Nello stesso anno, Teresa divenne l'amante di Paul Barras, da cui avrà un figlio che nacque il 20 dicembre 1797 ma morirà subito dopo esser venuto al mondo.
Nell'autunno 1798 Notre-Dame de Thermidor e il ricchissimo finanziere Ouvrard si incontrano durante una partita di caccia data al Castello di Grosbois. A partire da questa data Theresa sarà vista sempre più spesso accompagnata dal fornitore di armi. Dopo sei mesi, Ouvrard offrì alla sua nuova favorita una dimora presso la Rue de Babylone e la installò al castello di Raincy dove prese alloggio nel 1799. Dopo la fine del matrimonio con Tallien ebbe tre figli, riconosciuti, da Ouvrard.

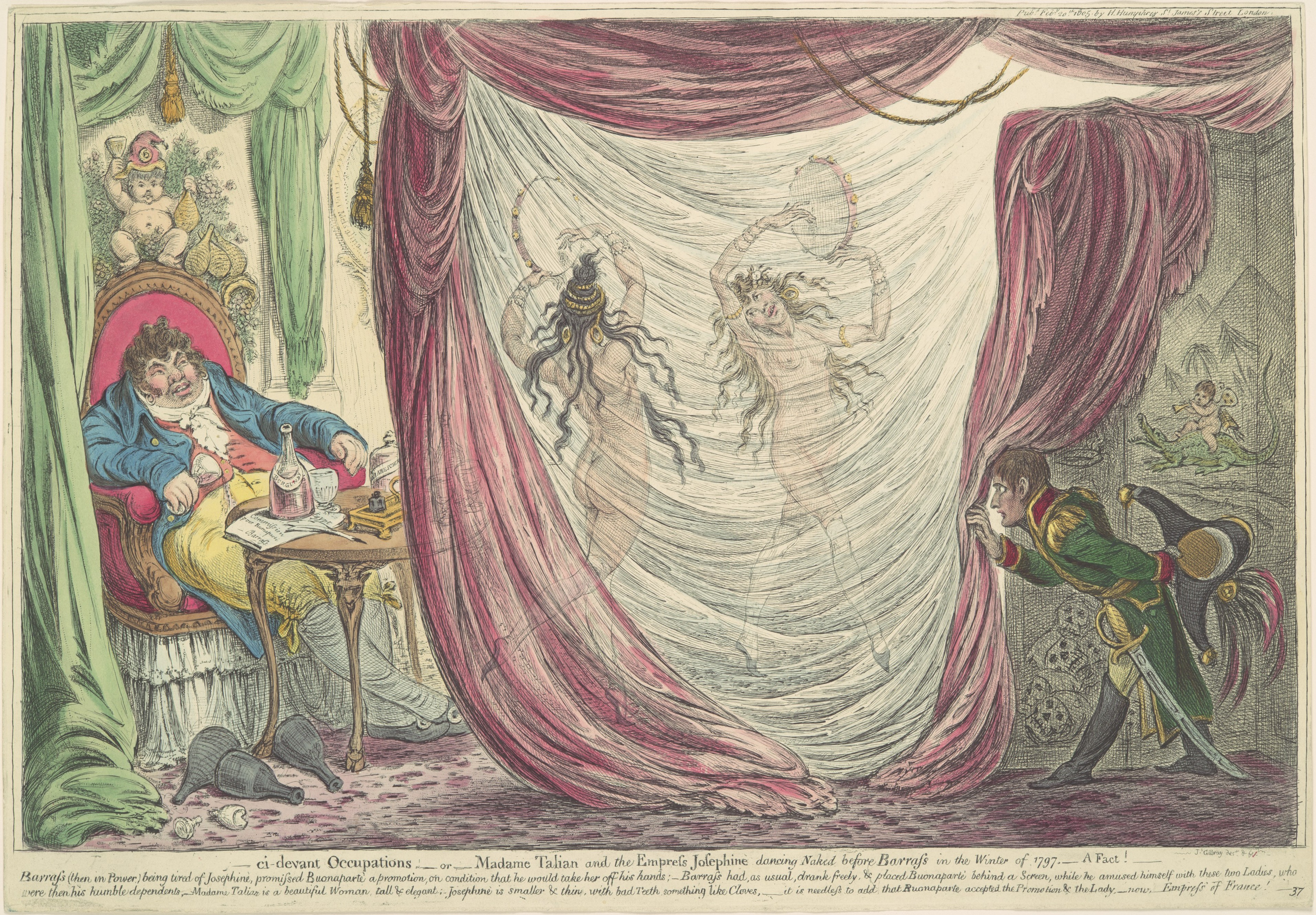
La caricatura di James Gillray del 1805. Paul Barras viene intrattenuto dalla danza nuda di due mogli di uomini importanti, Teresa Tallien e Giuseppina Bonaparte, mentre Napoleone guarda dietro una tenda.

Quando Napoleone Bonaparte, al tempo ancora un giovane generale, si innamorò di Rose-Joséphine di Beauharnais (anche lei ex amante di Barras), Jean-Lambert Tallien e Barras furono i testimoni di nozze della coppia e anche Teresa fu presente alla cerimonia. Il colpo di stato del 18 brumaio (1799) mise fine alla carriera "politica" di Teresa: Napoleone, che un tempo l'aveva apprezzata molto, non la fece ammettere a corte.

### La principessa di Chimay
Cacciata dalla società ufficiale, Teresa Cabarrus divenne allora amica di Madame de Staël, nel cui salotto fece conoscenza col principe di Chimay. I due si sposarono il 9 agosto 1805. François Joseph di Riquet de Caraman divenne principe di Chimay dal 22 agosto 1805. Durante i loro venticinque anni di vita comune, ebbero tre figli e la coppia ricevette numerosi musicisti come Daniel Auber, Rodolphe Kreutzer, Luigi Cherubini, Charles de Bériot o Maria Malibran, a Parigi e poi a Chimay, in Belgio dove Teresa aveva una sua piccola corte.

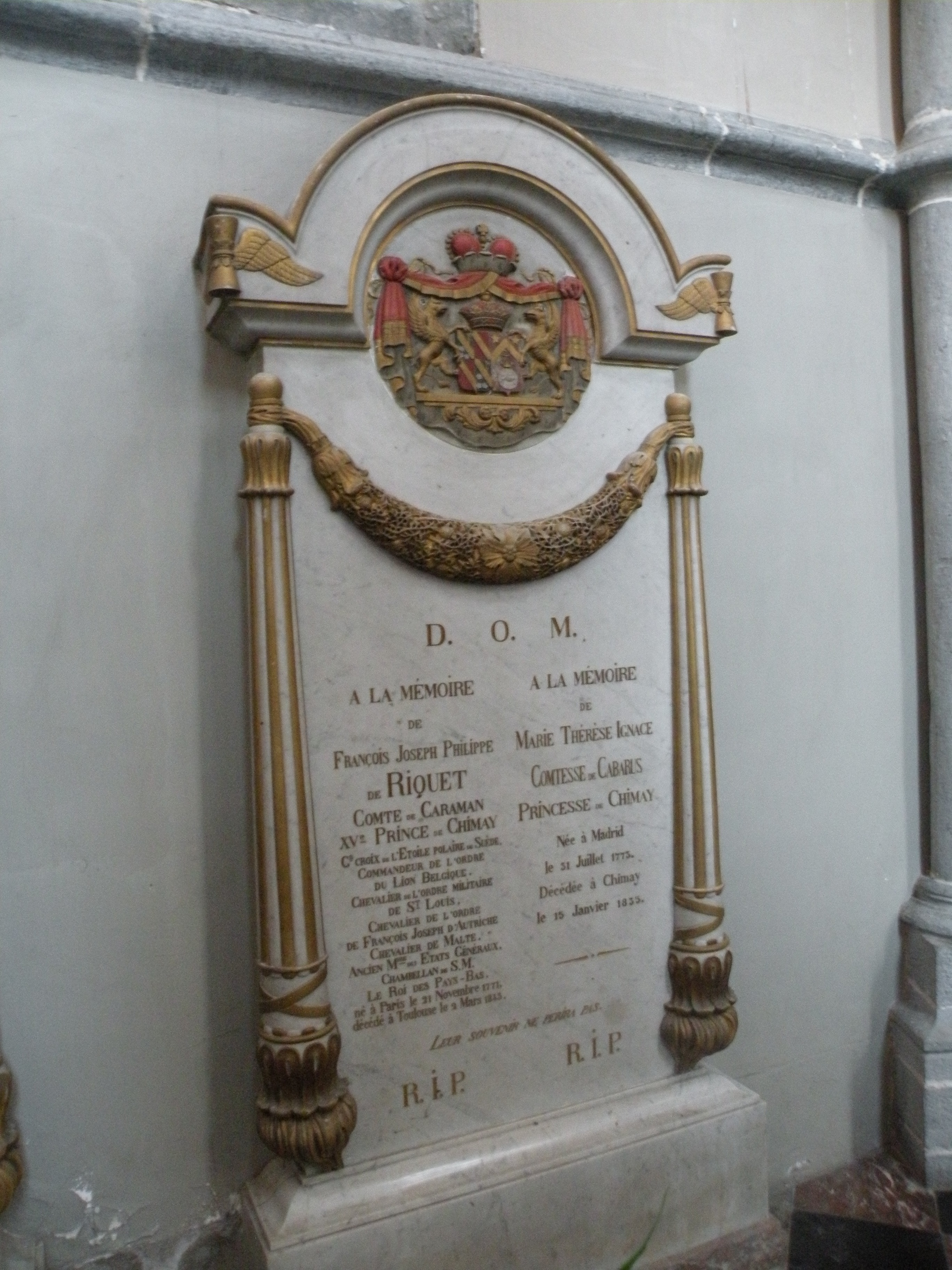
Tomba di Teresa e di suo marito, i principi di Chimay

Ritirata a vita privata, passò indenne gli anni dell'Impero, della Restaurazione e della rivoluzione di luglio. La Principessa di Chimay fece inoltre un uso caritatevole della ricchezza famigliare, dedicandosi alla filantropia. Teresa si trasformò in buona madre di famiglia, vegliando sui suoi nove figli superstiti degli undici nati da diversi amori (il primogenito morì infatti nel 1815). Teresa morì a 61 anni al castello di Chimay il 15 gennaio 1835, e il suo ultimo sposo venne poi interrato con lei sotto la sacrestia della chiesa locale.

## Famiglia
Teresa partorì undici figli da vari mariti e amanti:
- Antoine François Julien Théodore Denis Ignace de Fontenay (1789-1815), dal primo marito Jean Jacques Devin de Fontenay, morto per ferite di guerra
- Un bambino dell'amante Barras, nato nel 1797, morto alla nascita.

Dopo il breve matrimonio (7 febbraio 1788-1792) con Jean Jacques Devin de Fontenay, si unì in seconde nozze con Jean-Lambert Tallien il 26 dicembre 1794.

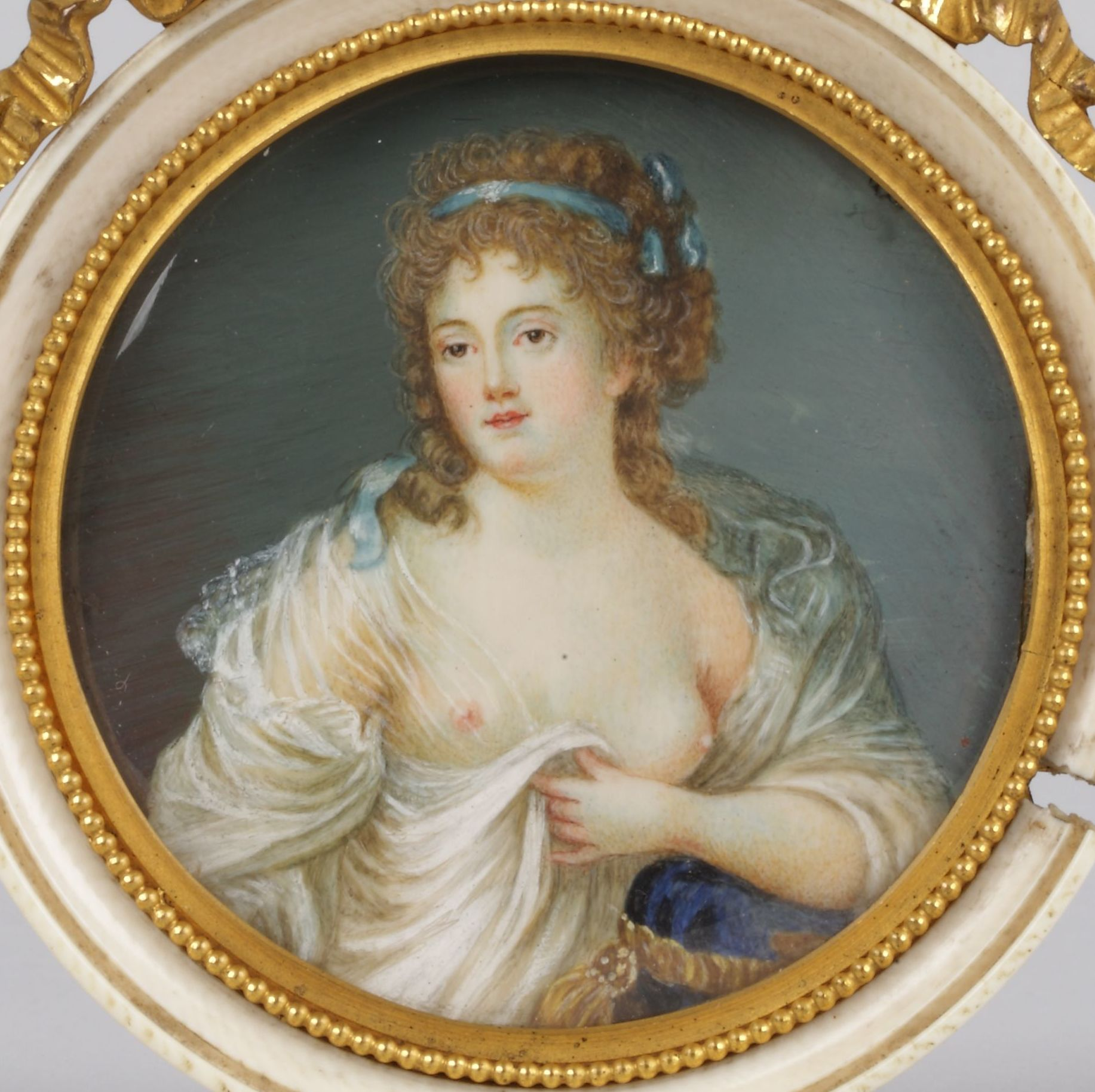
Miniatura di Teresa Cabarrus

Da questa unione nacquero tre figli (solo la prima era figlia di Tallien, essendo il matrimonio di fatto finito nel 1796, e Tallien partito in missione con Napoleone e poi prigioniero degli inglesi tra il 1799 e il 1802):
- Rose Thermidor Laure Josephine Tallien (1795-1862), sposata al conte Felix de Narbonne-Pelet nel 1815
- Clemence Isaure Thérésa Tallien (1800-1884), probabile figlia dell'amante Ouvrard, sposò il colonnello Hyacinthe Devaux, dopo essere rimasta vedova divenne suora
- Jules Adolphe Edouard Tallien de Cabarrus, detto dottor Cabarrus (1801-1870), probabile figlio di Ouvrars, sposò Harriet Kirkpatrick

Dalla relazione con Gabriel-Julien Ouvrard nacquero ufficialmente:
- Clarisse Thérésa Ouvrard (1802-?), Sposò Achille Ferdinand Brunetiere nel 1826
- Auguste Stéphanie Coralie Thérésa Ouvrard (1803-?), sposò Amédée Ferdinand Moissan de Vaux, figlio del barone di Vaux, nel 1822.
- Elisabeth Gabrielle Ouvrard (1804-1857)

Con François-Joseph-Philippe de Riquet, principe di Chimay, sposato il 9 agosto 1805, ebbe altri 3 figli:
- Joseph Philippe (1808-1886), XVII principe di Chimay, principe di Caraman
- Michel Gabriel Alphonse Ferdinand (1810-1865) - padre di Marie-Clotilde-Élisabeth Louise de Riquet
- Marie Auguste Louise Thérèse Valentine (1815-1876).

Élisabeth di Chimay era una sua discendente.

## Filmografia
Diversi film sono stati realizzati su Teresa Cabarrus tra cui:
- Madame Tallien (1911), cortometraggio
- Madame Tallien (1916)
- La rosa bianca di Tallien (Madame Tallien, 1989), film TV parte della serie Il corpo di Marianna - Storie d'amore nella Rivoluzione Francese (Les jupons de la Révolution)
- Napoleon, regia di Ridley Scott (2023)